# マロニルCoAレダクターゼ (マロン酸セミアルデヒド形成)
マロニルCoAレダクターゼ (マロン酸セミアルデヒド形成)（malonyl CoA reductase (malonate semialdehyde-forming)）は、次の化学反応を触媒する酸化還元酵素である。 
マロン酸セミアルデヒド + 補酵素A + NADP+ {\displaystyle \rightleftharpoons } マロニルCoA + NADPH + H+
反応式の通り、この酵素の基質はマロン酸セミアルデヒドと補酵素AとNADP+、生成物はマロニルCoAとNADPHとH+である。
組織名はmalonate semialdehyde:NADP+ oxidoreductase (malonate semialdehyde-forming)で、別名にNADP-dependent malonyl CoA reductase, malonyl CoA reductase (NADP)がある。